# Botswanas Billie Jean King Cup-lag
 Botswanas Billie Jean King Cup-lag representerar Botswana i tennisturneringen Billie Jean King Cup, och kontrolleras av Botswanas tennisförbund. 

## Historik
Botswana deltog första gången 1995. En framgångsrik spelare i laget har varit Tapiwa Marobela, som vann sex av 11 singlar och två av 11 dubbelmatcher mellan åren 2001-2004, innan hon började studera vid Florida State University åren 2004-2008.

### Fotnoter
1. ↑  ”Tapiwa Marobela - Profile”. College Network - Seminoles. CBSSports.com. Arkiverad från originalet den 31 mars 2012. https://web.archive.org/web/20120331223205/http://www.seminoles.com/sports/w-tennis/mtt/marobela_tapiwa00.html. Läst 30 juni 2011.